# Clément Marot
Clément Marot (født 1496 eller 1497 i Cahors, død 1544 i Torino) var en fransk digter.
Marots fader, Jean Marot (1463—1523), der også var digter, var kammertjener hos Frants I. Sønnen studerede i Paris, blev 1519 page hos kongens søster, vandt kongens gunst ved digtet Le temple de Cupidon, drog med ham til Italien og blev 1525 fangen i slaget ved Pavia, men snart udløst af sit fangenskab.
1526 blev han fængslet, beskyldt for kætteri, sad først i Châtelet, derpå i Chartres, men blev løsladt af Frants I, til hvem han havde rettet et digt. I fængslet satiriserede han over sine anklagere og dommere i det allegoriske digt L'enfer. 
Atter anklaget af Sorbonne som kalvinist
flygtede han 1535 til dronning Marguerite af
Navarra, fra hende til hertuginde Renée i
Ferrara, hvor han gik over til protestantismen, siden
til Venezia og 1536 tilbage til Frankrig, hvor
han nød kongens beskyttelse indtil 1542, da
hans Kongen tilegnede Oversættelse af Davids
Salmer paa ny vakte Sorbonnes forargelse og
forfølgelse, saa han måtte flygte til Genève
og herfra, pga. sit lystige levned, til
Torino. I M.’s digtning parres renaissance og
reformation. Den udgik fra Middelalderen — han
udgav Romanen om Rosen og Villons Værker
— men prægedes efterhaanden mere og mere
af den ny Tids Aand og Tænkemaade,
påvirkedes af de klassiske digtere og af de italienske humanister. Som hofmand og hofdigter
uddannede han sig til en vittig konverserende og
aandfuld poetisk kausør, skrev med ynde og
lune rimbreve og satirer, følsomme elegier,
knappe og rammende epigrammer, klare og
naturlige sange. Fin smag og livfuld verve
præger hans lette, kvikke og indsmigrende
style marotique. Hans Cinquante psaumes udkom
1543, hans Œuvres complètes ved Jannet
1868—74 (4 Bd), ved Guiffrey 1876—1909 (3 Bd). Ogsaa
hans søn Michel M. var Digter; han blev
1534 page hos dronning Marguerite.